# BMW Sauber F1.09
A BMW Sauber F1.09 egy Formula–1-es versenyautó, amit a BMW Sauber tervezett és versenyeztetett a 2009-es Formula–1 világbajnokság során. Pilótái Robert Kubica és Nick Heidfeld voltak. Ez volt a csapat utolsó versenyautója, mielőtt kivonultak volna a [Formula–1-ből.

## Áttekintés
A 2008-as szezonban a csapat harcban lehetett volna érdemben a világbajnoki címért, azonban az év vége felé már nem jött több fejlesztés az az évi autóhoz, éppen azért, hogy a 2009-es, az új szabályoknak megfelelő autó építésébe fektessék minden energiájukat. Az előző évi futamgyőzelmet és a konstruktőri harmadik helyezést, azonban meredek visszaesés követte. Ugyan az idénynyitó ausztrál nagydíjon Kubica a második helyen haladt, és gyorsabb volt, mint az élen haladó, de egy baleset miatt kiesett. A kaotikus maláj nagydíjon Heidfeld szerzett egy második helyet.
Ezt leszámítva kiábrándító volt a teljesítményük. Már az időmérő Q2-es szakaszából történő továbbjutás is a nehezükre esett, nemhogy a pole pozícióért harcolhattak volna. Emellett a fejlesztések is elmaradoztak. Az év vége felé volt egy-két villanás, mint a negyedik-ötödik helyük Belgiumban vagy Kubica második helye Brazíliában, de így is a konstruktőri hatodik helyen végeztek. A BMW a rossz gazdasági helyzet és az eredmények elmaradása miatt ki is szállt a sportágból.

## Eredmények
(Táblázat értelmezése)

(Félkövér: pole-pozícióból indult; dőlt: leggyorsabb kört futott) 

| Év   | Csapat             | Motor     | Gumik | Pilóták       | 1   | 2    | 3   | 4   | 5   | 6   | 7   | 8   | 9   | 10  | 11  | 12  | 13  | 14  | 15  | 16  | 17  | Pontok | Helyezés |
| ---- | ------------------ | --------- | ----- | ------------- | --- | ---- | --- | --- | --- | --- | --- | --- | --- | --- | --- | --- | --- | --- | --- | --- | --- | ------ | -------- |
| 2009 | BMW Sauber F1 Team | BMW P86/9 | B     |               | AUS | MAL‡ | CHN | BHR | ESP | MON | TUR | GBR | GER | HUN | EUR | BEL | ITA | SIN | JPN | BRA | ABU | 36     | 6.       |
| 2009 | BMW Sauber F1 Team | BMW P86/9 | B     | Robert Kubica | 14† | KI   | 13  | 18  | 11  | KI  | 7   | 13  | 14  | 13  | 8   | 4   | KI  | 8   | 9   | 2   | 10  | 36     | 6.       |
| 2009 | BMW Sauber F1 Team | BMW P86/9 | B     | Nick Heidfeld | 10  | 2    | 12  | 19  | 7   | 11  | 11  | 15  | 10  | 11  | 11  | 5   | 7   | KI  | 6   | KI  | 5   | 36     | 6.       |

Megjegyzés:
- † – Nem fejezte be a futamot, de rangsorolva lett, mert teljesítette a versenytáv 90%-át.
- ‡ - Malajziában csak fél pontokat osztottak, mert nem teljesítették a versenytáv 75 százalékát.